# Ломачевский, Платон Иванович
Ломачевский Платон Иванович (? — после 1863) — артиллерии подполковник, командир Брест-Литовского артиллерийского гарнизона, обер-кригскомиссар, коллежский советник, изобретатель, почтмейстер Олонецкой и Подольской губерний.

## Биография
Происходил из дворян малороссийской шляхты. Сын белорусского и могилёвского вице-губернатора, статского советника и кавалера Ивана Якимовича Ломачевского.
Состоял в службе с 1816 года; в 1819 награждён единовременным денежным пособием; ВП от 19.04.1820, по артиллерии, из прапорщиков 11-й гренадерской артиллерийской бригады, производится, на вакансию, в подпоручики той же бригады. В том же чине — подпоручика артиллерии, прикомандированного к Генеральному штабу, в течение 1820—1821 годов, под начальством ген.-майора И. М. Гартинга, участвовал в топографической съёмке 3-го разряда части реки Березины по течению от местечка Дембина (фольварк, или деревня Дембино, Новогрудского уезда) до местечка Горвала (фольварк, или деревня Горваль, Речицкого уезда) Минской губернии. Результаты съемки вошли в состав XXVIII, XXIX и XXXV листов Специальной карты Западной России ген.-лейтенанта Ф. Ф. Шуберта. В чине поручика артиллерии в 1826 назначен на вакантную должность столоначальника 4-го отделения (оружейного) Артиллерийского департамента Военного министерства, в ведении которого находилось устройство и содержание оружейных заводов; устройство и содержание запасов оружия в арсеналах, крепостях и магазинах; отпуск оружия в войска и прием оружия от войск и др. Прослужив в той должности около года, в 1827 произведён в артиллерии штабс-капитаны Казанского окружного арсенала, прослужив в той должности с 1827 по 1833 год; в 1829 награждён единовременным денежным пособием. В 1833 в том же чине — артиллерии штабс-капитана, назначен командиром Западного окружного арсенала в г. Брест-Литовске Гродненской губернии. Дополнением к ВП от 10.09.1833, командиру Западного окружного арсенала штабс-капитану П. И. Ломачевскому, объявлено высочайшее благоволение «за отличный порядок и устройство, найденные Его Величеством при осмотре сего Арсенала». ВП от 6.12.1833 производится, за отличие, в капитаны гарнизонной артиллерии, с оставлением в должности. ВП от 28.02.1835, по гарнизонной артиллерии, командир Брест-Литовских местных артиллерийских парков, капитан П. И. Ломачевский, назначается состоять по полевой артиллерии, с оставлением при прежней должности. Указом от 20.04.1838, пожалован, в воздаяние отлично-усердной и ревностной службы, кавалером ордена Святого Станислава 4-й ст. ВП от 27.02.1840, по артиллерии, командир Брест-Литовского артиллерийского гарнизона и местных парков (Брест-Литовской крепостной артиллерии), капитан Ломачевский, производится, за отличие по службе, подполковником артиллерии, с оставлением в должности. В том же — 1840, награждён единовременным денежным пособием.
В 1842 отстранён от должности и в течение нескольких лет, продолжая состоять подполковником по артиллерии, находился под военным следствием и судом «за разные противозаконные поступки». Ломачевский обвинялся: 1) в несоблюдении благопристойности в церкви во время литургии и, по высочайше утверждённой конфирмации, вменено ему в наказание «бытность под судом и выдержан ещё 3 месяца на гауптвахте»; 2) в выпуске в частные руки, в бытность его командиром Брест-Литовского артиллерийского гарнизона, казённого пороха, в том числе употребление казённого пороха и других материалов на практические свои опыты; 3) в «употреблении» строевых нижних чинов в собственные услуги; 4) сверх того, «в разных беспорядках и упущениях по должности». По высочайше утвержденной 28 сентября 1847 конфирмации главнокомандующего действующей армией, по военно-судному делу о бывшем командире Брест-Литовского артиллерийского гарнизона подполковнике П. И. Ломачевском, высочайшим приказом от 23.10.1847, и высочайшим указом от 8.11.1847, отставлен от военной и гражданской службы, в том же чине — подполковника артиллерии, однако, «с тем, чтобы впредь никуда не определять и, сверх того, выдержать его в продолжение года в крепости, на гауптвахте».
Высочайшим указом от 3 января 1850, по всеподданнейшему докладу военного министра о пользе изобретенного подполковником «центропрокатного аппарата», дозволено П. И. Ломачевскому вновь вступить в службу, однако, велено «не определять его к интересным делам». В 1851 высочайше разрешено считать его уволенным от службы «без всякого ограничения прав его при вступлении в оную и производить в пенсион по 143 руб. серебром в год». Несмотря на высочайшее прощение, оставался не у дел до кампаний Восточной войны 1853—1856.
Был в отставке с 23 октября 1847 (фактически — с 1842) по 12 января 1855 года. ВП от 12.01.1855, по армии, из уволенных подполковников, состоявших по артиллерии, определён в службу тем же чином по армейской пехоте, с зачислением в комиссариатский штат, со старшинством от 16 мая 1847 года. Участник Восточной войны 1853—1856 на Западном фронте: 2 февраля 1855 назначен обер-кригскомиссаром Главной квартиры Действующей (Западной) армии, с квартирой в Варшаве.
ВП от 4 февраля 1857, по пехоте, уволен, по домашним обстоятельствам, состоящий по армейской пехоте и в комиссариатском штате подполковник П. И. Ломачевский, для определения к статским делам, с награждением чином коллежского советника. ВП от 14 февраля 1857 № 33, по Гражданскому ведомству, из отставных коллежский советников, определён на вакантную должность олонецкого губернского почтмейстера в г. Петрозаводске, сменив на этой должности умершего статского советника Петра Игнатьевича Максимова, 19 лет служившего в Петрозаводске. Состоял членом Олонецкого губернского статистического комитета (по должности), членом Олонецкого губернского комитета о земских повинностях (по должности), поверенным (в г. Петрозаводске) Второго российского страхового от огня общества.
Тем же чином — коллежского советника, отставлен от должности не позднее 29 октября 1858, с прикомандированием сверхштатным чиновником особых поручений к Почтовому ведомству. Тем же чином назначен подольским губернским почтмейстером в г. Каменец-Подольском, где служил в 1860—1863.

## «Снаряд Ломачевского»
Артиллерии подполковник П. И. Ломачевский был не только геодезистом-топографом, но и инженером-механиком и изобретателем, занимаясь, в бытность командиром Брест-Литовской крепостной артиллерии, как следует из его военно-судного дела, «практическими опытами». После увольнения в отставку, в 1849 он обратился к министру внутренних дел с письмом об изобретении им «нового способа транспорта» для поднятия и перевозки тяжелых грузов. Министр перенаправил обращение к главноначальствующему над Почтовым департаментом, а тот обратился в Императорское вольное экономическое общество на предмет оценки полезности изобретения.
Постановлением от 26 июля 1849, совет общества признал изобретение Ломачевского «заслуживающим полного одобрения в теории, но в практическом применении требующим подтверждения опытами». По поручению совета общества, для полевых испытаний была построена опытная дорога на Выборгской стороне С.-Петербурга и модель «снаряда» (машины). Испытания проводились 22 июня 1850 года членами IV отделения И. В. Э. О., в присутствии вице-президента общества. Результаты испытаний были опубликованы отдельной брошюрой. Они были признаны успешными в экономическом отношении, то есть и использование машины Ломачевского для перевозки тяжелых сыпучих грузов (соли и зерна) обходилось для казны, при прочих равных условиях, дешевле, чем использование других способов перевозки там, где не было железных дорог. Решением от 15 июля 1850, Императорское вольное экономическое общество «в поощрение и на устройство изобретенной им дороги с центропрокатными аппаратами для перевозки тяжестей» выделило офицеру 500 руб. серебром для компенсации расходов по испытаниям и для дальнейшего усовершенствования машины.
По заключению и ходатайству И. В. Э. О., граф В. Ф. Адлерберг докладывал об изобретении императору Николаю I и, по высочайшему повелению от 6 октября 1850, проект Ломачевского, отношением от 24 октября 1850, главноначальствующим над Почтовым департаментом был передан министру финансов, для оценки возможности его применения для перевозки соли с озера Элтона в Царевском уезде Астраханской губернии и выдаче подполковнику привилегии на изобретение. 8 марта 1851 года (высочайшее утверждение от 26 февраля 1851, последовавшее на мнение Государственного Совета) Департамент мануфактур и внутренней торговли Министерства финансов выдал подполковнику беспошлинный 10-летний патент (привилегию) «на центропрокатный возовой снаряд», получивший в истории название «снаряд Ломачевского», то есть машины для поднятия и перевозки крепостных орудий, боеприпасов, огнестрельного оружия, амуниции и другого войскового снаряжения (по комиссариатской части), который мог использоваться и в гражданских целях, для поднятия и перевозки тяжелых рудных, строительных, сельскохозяйственных, сыпучих и иных грузов, при отсутствии железнодорожного сообщения. Согласно описанию патента, механизм, изобретённый Ломачевским, имел разные модификации и мог изготавливаться в зависимости от тех целей, для которых он применялся.
В 1853 году изобретенный Ломачевским «цельнопрокатный снаряд» рассматривался к применению Особенной канцелярией главноуправляющего путей сообщения и публичных зданий; в том же — 1853, полевые испытания по перевозке тяжестей проводились в опытном хозяйстве (хуторе) Императорским Московским обществом сельского хозяйства; применение «снаряда Ломачевского» для перевозки «сельскохозяйственных произведений» обсуждалось на съезде Общества сельского хозяйства Юго-Восточной России, открывшемся 22 июня 1854 года.
Несмотря на известность изобретения Ломачевского, его простоту, дешевизну и экономическую эффективность, какого-либо практического применения, как и многие другие изобретения в России, оно не нашло. Существенным недостатком изобретения было то, что «снаряд Ломачевского» мог использоваться только для выполнения местных перевозок или работ, осуществляемых в хорошую погоду, при наличии достаточно ровных и сухих грунтовых дорог. Однако, благодаря своему изобретению, Ломачевский заслужил высочайшее прощение по своему военно-судному делу, и смог вновь вступить в военную и гражданскую службу.

## Семья и родственные связи
Был женат на малороссийской дворянке немецкого происхождения девице Александре Давыдовне Гаузенберг (Hauzenberg), дочери полковника Давыда Павловича Гаузенберга из прибалтийского немецкого рода. Подполковница А. Д. Ломачевская была родной сестрой участника нескольких войн, полковника, состоящего для особых поручений при черниговском, полтавском и харьковском генерал-губернаторе, впоследствии председателя Томской казённой палаты и чиновника особых поручений при московском военном генерал-губернаторе, статского советника Петра Давыдовича Гаузенберга, уволенного от службы с пожалованием чина действительного статского советника, который стал родоначальником рязанской ветви дворян Гаузенбергов. Другим, старшим братом А. Д. Ломачевской и Петра Гаузенберга, был подполковник Пензенского пехотного полка Павел Давыдович Гаузенберг, командовавший 16-м егерским полком во время Русско-турецкой войны 1828—1829, убитый в бою 8 декабря 1828 года; он был родоначальником казанской ветви дворян Гаузенбергов.
Мать А. Д. Ломачевской и П. Д. Гаузенберга — полковница Варвара Ивановна Гаузенберг, овдовев, вторым браком вышла замуж за генерал-майора (15.09.1813) Иосифа (Осипа) Карловича Соколовского (1763—1838), происходившего из дворян Могилёвской губернии, участника многих войн. Портрет его находится в Военной галереe Зимнего дворца. И. К. Соколовский, будучи капитаном Ярославского пехотного (мушкетёрского) полка, служил в подчинении Д. П. Гаузенберга, впоследствии был назначен полковым командиром (1.05.1804-9.06.1811) и шефом (9.06.1811-1.09.1814) того же полка, с которым участвовал в наполеоновских и русско-турецких войнах, в Отечественной войне 1812 и в зарубежных походах 1813—1814; с 29.08.1814 — командир 2-й бригады 10-й пехотной (с 20.05.1820 — 15-й пехотной) дивизии; с 1 ноября 1821 назначен комендантом г. Казани и служил в той должности по 4 июля 1831 года. Воспитывал падчерицу — Александру, и пасынка — Петра, Давыдовых Гаузенбергов; в браке с вдовой В. И. Гаузенберг совместных детей не имел, умер бездетным. Был помещиком Подольской губернии: согласно наследственного дела, в мае 1839 — марте 1842 открытого в Брацловском уездном суде, наследниками недвижимого имения ген.-майора И. К. Соколовского объявлялись статский советник П. Д. Гаузенберг, его сестра — подполковница А. Д. Ломачевская, и братья генерала — Фома, Людвиг и Франц Карловы Соколовские; они же объявлялись наследниками движимого имения ген.-майора, состоящего в 4800 руб. ассигнациями, 1-м золотом империале, 3-х русских империалах, 8 руб. 90 коп. серебром, и разных золотых и серебряных вещах, хранившихся в Подольском приказе общественного призрения. За ним же — ген.-майором И. К. Соколовским, было дворовое место, с деревянным домом и службами, в г. Харькове, в приходе Тифинской церкви, проданное, по купчей от 21.05.1836, писанной в Харьковской гражданской палате, харьковскому 3-й гильдии купцу Михайле Богомолову, за 10 000 руб. ассигнациями.

## Сыновья
- Владимир Платонович Ломачевский — подпоручик, тарусский городничий. Воспитывался в Дворянском полку; ВП от 13.08.1852, из воспитанников Дворянского полка выпущен прапорщиком Екатеринославского гренадерского Е. И. Высочества Наследника Цесаревича полка; ВП от 4.08.1853, из прапорщиков того полка переведён прапорщиком Ряжского пехотного полка. Участник Восточной войны 1853—1856 гг. на Закавказском фронте: подпоручиком Ряжского пехотного полка участвовал в осаде и при штурме крепости Карс (17.09.1855), при котором был ранен[16]. По-видимому, это событие (ранение при штурме Карса), могло быть причиной, по которой в г. Минске «разными лицами благородного общества» было собрано пожертвование в размере 545 руб. 80 коп., вырученных «за спектакль, данный по приглашению и при содействии жены тамошнего гражданского губернатора и статской советницы Ломачевской[17], в пользу раненных при штурме Карса»[18]; указом от 15.04.1856, «за отличное мужество и храбрость, оказанные в 1855 году в рановременных делах с турками под Карсом» пожалован кавалером ордена Святой Анны 4-й степени, с надписью — «За храбрость»; после излечения в Тифлисском военном госпитале, ВП от 20.06.1856, дан ему отпуск на 4 мес. в г. Варшаву, где служил его отец; ВП от 12.07.1856, из подпоручиков Ряжского пехотного полка назначен городничим г. Речицы Минской губернии, с зачислением по армейской пехоте; ВП от 3.09.1856, назначен городничим г. Боровска Калужской губернии, с оставлением по армейской пехоте; затем, в том же чине — подпоручика, назначен городничим г. Тарусы той же губернии.

- Дмитрий Платонович Ломачевский — коллежский регистратор, публицист и журналист, этнограф. По-видимому, путешествие по Кавказу и первая его этнографическая публикация «Новая военно-грузинская дорога», в 1857 опубликованная в журнале «Русский вестник», в которой дано описание дороги между Владикавказом и Тифлисом, и почтовых станций, встречающихся на пути, были связаны с ранением и последующим лечением в Тифлисском военном госпитале старшего брата — Владимира.

- Платон Платонович Ломачевский — коллежский секретарь, почтмейстер Золотоношского уезда. Службу начал младшим сортировщиком С.-Петербургского почтамта; ВП от 22.12.1859 № 241, по ведомству С.-Петербургского почтамта, за выслугу узаконенных лет, произведён в чин коллежского регистратора, со старшинством с 13.07.1859; в чине губернского секретаря служил контролером Владимиро-Волынской пограничной почтовой конторы, и, ВП от 20.12.1863 № 44, по ведомству Главного управления почт, определён уездным почтмейстером в г. Богуславль Киевской губернии; ВП от 20.06.1866 № 156, по ведомству Министерства почт и телеграфов, пожалован в коллежские секретари — из губернских секретарей, со старшинством от 31.07.1865; ВП от 13.12.1866 № 35, по ведомству Министерства почт и телеграфов, перемещён на должность золотоношского уездного почтмейстера Полтавской губернии; ВП от 15.08.1868 № 30, по ведомству Министерства внутренних дел, по прошению, уволен от службы, в том же чине — коллежского секретаря.